# مانويل بوارو
مانويل بوارو (بالإيطالية: Manuele Boaro)‏ (و. 1987  م) هو راكب دراجة هوائية، من إيطاليا، ولد في باسانو دل غرابا.

## سباقات أو مراحل فاز بها
| التاريخ        | السباق                                               | المركز                                             |
| -------------- | ---------------------------------------------------- | -------------------------------------------------- |
| 07 يوليو 2005  | 2005 European Road Cycling Championships Men U19 ITT | المركز الثالث                                      |
| 02 يونيو 2009  | 2009 Trofeo città di San Vendemiano                  | المركز الثاني                                      |
| 14 مارس 2012   | تيرينو ادرياتيكو 2012                                | المرتبة 12 في تصنيف الجبال، التاسع في تصنيف النقاط |
| 06 أبريل 2012  | سباق حلبة دي لا سارث 2012                            | المركز الثاني                                      |
| 26 أغسطس 2012  | طواف الدنمارك 2012                                   | المركز الثالث                                      |
| 17 فبراير 2013 | طواف الغارف 2013                                     | الفائز في ترتيب التسلق                             |
| 15 أكتوبر 2013 | طواف بكين 2013                                       | السادس في تصنيف الجبال                             |
| 01 يونيو 2014  | طواف ديف يغد 2014                                    | الثالث في تصنيف الجبال                             |
| 10 أغسطس 2014  | طواف الدنمارك 2014                                   | المركز الثالث                                      |
| 10 أبريل 2015  | حلبة دي لا سارث 2015                                 | المركز الثاني                                      |
| 22 يونيو 2016  | سباق الطريق ضد الساعة للرجال في بطولة إيطاليا 2016   | المركز الثاني                                      |
| 31 يوليو 2016  | طواف الدنمارك 2016                                   | العاشر في التصنيف العام                            |
| 22 أبريل 2018  | طواف كرواتيا 2018                                    | الرابع في تصنيف الجبال                             |
| 29 يوليو 2018  | رايد لندن 2018                                       | الفائز حسب ترتيب السرعة                            |
| 26 يناير 2020  | داون أندر 2020                                       | الخامس في تصنيف الجبال                             |
| 02 مايو 2021   | طواف روماندي 2021                                    | الثامن في تصنيف الجبال                             |

## روابط خارجية
- مانويل بوارو على موقع الاتحاد الدولي للدراجات (الإنجليزية)
- مانويل بوارو على موقع أرشيف الدراجات (الإنجليزية)
- مانويل بوارو على موقع إحصائيات الدراجات الإحترافية (الإنجليزية)
- مانويل بوارو على موقع نسبة الدراجات (الإنجليزية)
- مانويل بوارو على موقع CycleBase (الإنجليزية)